# Time (David Bowie)
Time è un brano musicale scritto dall'artista inglese David Bowie e pubblicato come 45 giri il 13 aprile 1973.
Sesta traccia di Aladdin Sane, il brano fu scelto come singolo per il mercato statunitense dalla RCA Records al posto di Drive-In Saturday, uscito nel Regno Unito la settimana precedente, e venne distribuito in una versione notevolmente ridotta rispetto a quella presente nell'album.

## Tracce
1. Time (David Bowie) - 3:38
2. The Prettiest Star (David Bowie) - 3:27

## Formazione
- David Bowie - voce, chitarra
- Mick Ronson - chitarra, cori
- Trevor Bolder - basso
- Mick Woodmansey - batteria
- Mike Garson - pianoforte
- Ken Fordham - sassofono
- Brian Wilshaw - flauto

## Il brano
(Ben Gerson, Rolling Stone, 19 luglio 1973)
Con un'interpretazione vocale che evidenzia le influenze europee del cabaret e del teatro brechtiano, grazie anche al ruolo dominante del pianoforte di Mike Garson, David Bowie torna con questo brano su un tema già affrontato nel recente passato, ovvero lo scorrere inesorabile del tempo. Time coglie il cantante nell'atteggiamento di chi reagisce al suo primo successo con un senso di assoluta tristezza, facendo rivivere la disillusione e la noia esistenziale già presenti in brani come An Occasional Dream e Changes.
Come in gran parte dell'album, in Time ci sono riferimenti più o meno velati a figure significative per David in quel periodo. Una di queste è "Billy Dolls", ovvero Billy Murcia, batterista dei New York Dolls morto per overdose il 6 novembre 1972, pochi giorni prima che il cantante scrivesse il brano a New Orleans.
Inevitabilmente la parola "wanking" (masturbarsi) non passò inosservata, così come la frase «in quaaludes and red wine». La BBC bandì la canzone dalla sua programmazione mentre le altre stazioni radio misero un beep sulla parola "quaaludes" ma lasciarono "wanking". Nell'ottobre 1973, durante il 1980 Floor Show trasmesso da NBC, Bowie alterò la parola trasformandola in "swanking" (vantarsi), anche se i movimenti dei danzatori dietro di lui lasciavano pochi dubbi sul significato originario.
Il biografo David Buckley ha definito il brano "cinque minuti di perfezione assoluta" e il testo "poetico e succinto", mentre i critici di New Musical Express Roy Carr e Charles Shaar Murray hanno descritto le parole "stranianti ed incomplete", concludendo che «con un testo così strambo, il tono melodrammatico della musica suona assurda e fuori luogo».

### Il lato B
Già pubblicata come 45 giri nel marzo 1970 in una versione degna di nota per la presenza di Marc Bolan alla chitarra solista, The Prettiest Star rappresenta una vera e propria dichiarazione d'amore che Bowie scrisse per la futura prima moglie Angela. In questo caso si tratta della versione registrata nel dicembre 1972 e inclusa l'anno successivo in Aladdin Sane.

## Registrazione
Time venne registrata ai Trident Studios di Londra nel gennaio 1973, subito dopo la fine dello Ziggy Stardust Tour. Così come la title track dell'album fu un'occasione per mettere in evidenza il nuovo arrivato Mike Garson, il pianista che da alcuni mesi si era unito agli Spiders from Mars nei concerti e che spesso si intratteneva con Bowie nei bar degli hotel dopo gli spettacoli su standard come My Funny Valentine. Il cantante ebbe quindi modo di adattarsi in modo fluente allo stile di Garson e ben presto cominciò a scrivere per lui come faceva per Mick Ronson.
Il pianista disse di aver utilizzato per il brano un mix di stride piano anni venti, jazz d'avanguardia e musica teatrale europea, e aggiunse: «Era uno stile quasi swing o Dixieland e a David piaceva il mio approccio al brano perché questo riguardava il tempo e io era come se suonassi in un'altra zona temporale mentre lui parlava proprio del concetto di tempo».
Il produttore Ken Scott ha dichiarato di essere il fautore del "colpo di teatro" inerente all'inserimento del respiro affannato di Bowie nel break della canzone al momento della pausa strumentale, proprio prima dell'assolo di chitarra di Mick Ronson.

## Uscita e accoglienza
Il 45 giri venne pubblicato negli Stati Uniti il 13 aprile 1973 e pochi mesi dopo anche in alcuni Paesi europei (tranne il Regno Unito), Sud Africa, Australia, Nuova Zelanda e Giappone, in questo caso con Panic in Detroit come lato B.
Il giorno successivo la sua uscita, Charles Shaar Murray definì il brano su New Musical Express «intellettualmente la cosa più profonda» di Aladdin Sane, aggiungendo: «la vamp anni trenta dietro la voce rende il testo ancora più sinistro di come potrebbe apparire altrimenti. Solo David Bowie poteva cantare le parole "We should be on by now" e lasciare intendere che in qualche modo l'umanità ha preso una strada sbagliata...»
Il singolo non ebbe nessun impatto sulle classifiche, rivelandosi una scelta non proprio indovinata da parte della RCA Records che per il mercato statunitense aveva puntato su Time invece che su Drive-In Saturday, che al contrario era stato un successo commerciale nel Regno Unito.

## Timedal vivo
Time venne eseguita dal vivo a partire dall'Aladdin Sane Tour 1973 e continuò ad essere presente in scaletta durante il Diamond Dogs Tour 1974, nel quale Bowie interpretava la canzone seduto sul palmo di una mano gigante. In seguito venne riproposta solo nel Glass Spider Tour 1987, soprattutto per i bis, con il cantante che usciva con un paio di ali d'angelo dietro di sé dalla testa di un enorme ragno.

## Pubblicazioni successive
La versione "breve" del 45 giri è presente in Best Deluxe, raccolta uscita in Giappone nel 1973, nel bonus disc della riedizione EMI/Virgin di Aladdin Sane del 2003 e nel CD Re:Call 1, uscito con il box set Five Years (1969-1973) nel 2015.
Versioni live si trovano in Ziggy Stardust - The Motion Picture (1983), nella riedizione Rykodisc di David Live (1990) e nei video album Ziggy Stardust and the Spiders from Mars (1984) e Glass Spider (1988).
La versione eseguita nel 1980 Floor Show del 1973 è presente nella raccolta semi-ufficiale RarestOneBowie del 1994.
La versione originale è stata utilizzata nel trailer dell'acclamato film Everything Everywhere All at Once, pur senza fare parte della colonna sonora vera e propria del film.

## Cover
Nel 1995, l'artista australiano James George Thirlwell ha campionato la parola "wanking" (tratta dal verso «falls wanking to the floor») per il brano Self Destruction, Final, remix di Mr. Self Destruct contenuto in Further Down the Spiral dei Nine Inch Nails.
Tra gli artisti che hanno pubblicato una cover di Time, quasi tutti in album tributo:
- Hazel O'Connor come singolo nel 1980
- i Cinema Strange in Goth Oddity: A Tribute to David Bowie del 1999
- Rozz Williams in Goth Oddity 2000: A Tribute to David Bowie del 2000
- Des de Moor e Russell Churney in Darkness and Disgrace del 2003
- David J's Cabaret Oscuro in .2 Contamination: A Tribute to David Bowie del 2006
- Federica Zammarchi in Jazz Oddity del 2011